# La Ròcha de Sant Secret e Becona
Roche-Saint-Secret-Béconne és un municipi francès situat al departament de la Droma i a la regió d'Alvèrnia-Roine-Alps. L'any 2007 tenia 360 habitants.

## Demografia

### Població
El 2007 la població de fet de Roche-Saint-Secret-Béconne era de 360 persones. Hi havia 140 famílies de les quals 32 eren unipersonals (8 homes vivint sols i 24 dones vivint soles), 56 parelles sense fills, 44 parelles amb fills i 8 famílies monoparentals amb fills.
La població ha evolucionat segons el següent gràfic:
Habitants censats

### Habitatges
El 2007 hi havia 195 habitatges, 143 eren l'habitatge principal de la família, 46 eren segones residències i 7 estaven desocupats. 191 eren cases i 4 eren apartaments. Dels 143 habitatges principals, 109 estaven ocupats pels seus propietaris, 28 estaven llogats i ocupats pels llogaters i 5 estaven cedits a títol gratuït; 4 tenien dues cambres, 13 en tenien tres, 33 en tenien quatre i 92 en tenien cinc o més. 119 habitatges disposaven pel capbaix d'una plaça de pàrquing. A 58 habitatges hi havia un automòbil i a 80 n'hi havia dos o més.

### Piràmide de població
La piràmide de població per edats i sexe el 2009 era:
| Homes | Edats   | Dones |
| ----- | ------- | ----- |
| 0     | 95 o +  | 0     |
| 4     | 90 a 94 | 4     |
| 4     | 85 a 89 | 4     |
| 0     | 80 a 84 | 4     |
| 8     | 75 a 79 | 4     |
| 8     | 70 a 74 | 8     |
| 8     | 65 a 69 | 0     |
| 8     | 60 a 64 | 8     |
| 8     | 55 a 59 | 20    |
| 24    | 50 a 54 | 4     |
| 4     | 45 a 49 | 12    |
| 20    | 40 a 44 | 16    |
| 8     | 35 a 39 | 12    |
| 20    | 30 a 34 | 12    |
| 8     | 25 a 29 | 20    |
| 8     | 20 a 24 | 0     |
| 12    | 15 a 19 | 8     |
| 8     | 10 a 14 | 0     |
| 16    | 5 a 9   | 20    |
| 24    | 0 a 4   | 12    |

## Economia
El 2007 la població en edat de treballar era de 225 persones, 156 eren actives i 69 eren inactives. De les 156 persones actives 149 estaven ocupades (78 homes i 71 dones) i 7 estaven aturades (3 homes i 4 dones). De les 69 persones inactives 26 estaven jubilades, 20 estaven estudiant i 23 estaven classificades com a «altres inactius».

### Ingressos
El 2009 a Roche-Saint-Secret-Béconne hi havia 142 unitats fiscals que integraven 356,5 persones, la mediana anual d'ingressos fiscals per persona era de 16.068 €.

### Activitats econòmiques
Dels 25 establiments que hi havia el 2007, 1 era d'una empresa extractiva, 2 d'empreses de fabricació d'altres productes industrials, 4 d'empreses de construcció, 6 d'empreses de comerç i reparació d'automòbils, 4 d'empreses d'hostatgeria i restauració, 4 d'empreses de serveis, 2 d'entitats de l'administració pública i 2 d'empreses classificades com a «altres activitats de serveis».
Dels 5 establiments de servei als particulars que hi havia el 2009, 3 eren paletes, 1 lampisteria i 1 restaurant.
L'únic establiment comercial que hi havia el 2009 era una botiga de menys de 120 m².
L'any 2000 a Roche-Saint-Secret-Béconne hi havia 28 explotacions agrícoles que ocupaven un total de 476 hectàrees.

## Equipaments sanitaris i escolars
El 2009 hi havia una escola elemental integrada dins d'un grup escolar amb les comunes properes formant una escola dispersa.

## Poblacions més properes
El següent diagrama mostra les poblacions més properes.